# Liam Gibbs
Liam Gibbs (Bury St Edmunds, 16 dicembre 2002) è un calciatore inglese, centrocampista del Norwich City.

## Carriera
Gibbs è cresciuto nel settore giovanile del Plymouth, con cui ha debuttato il 12 novembre 2019 nell'incontro di EFL Trophy perso 1-0 contro il Colchester Utd. Il 16 dicembre successivo ha firmato il suo primo contratto professionistico.
Il 23 luglio 2021 è stato acquistato dal Norwich City, con cui ha firmato un quadriennale. Ha debuttato il 30 luglio 2022 nell'incontro di Championship perso 1-0 contro il Cardiff City ed il 7 aprile 2023 ha segnato il primo gol in carriera nella trasferta vinta 2-0 contro il Blackburn.

## Statistiche

### Presenze e reti nei club
Statistiche aggiornate al 6 marzo 2024.
| Stagione        | Squadra         | Campionato      | Campionato | Campionato | Coppe nazionali | Coppe nazionali | Coppe nazionali | Coppe continentali | Coppe continentali | Coppe continentali | Altre coppe | Altre coppe | Altre coppe | Totale | Totale | Totale |
| Stagione        | Squadra         | Comp            | Pres       | Reti       | Comp            | Pres            | Reti            | Comp               | Pres               | Reti               | Comp        | Pres        | Reti        | Pres   | Reti   |        |
| --------------- | --------------- | --------------- | ---------- | ---------- | --------------- | --------------- | --------------- | ------------------ | ------------------ | ------------------ | ----------- | ----------- | ----------- | ------ | ------ | ------ |
| 2019-2020       | Ipswich Town    | FL1             | 0          | 0          | FACup+CdL       | 0               | 0               |                    | -                  | -                  | FLT         | 1           | 0           | 1      | 0      |        |
| 2020-2021       | Ipswich Town    | FL1             | 1          | 0          | FACup+CdL       | 0               | 0               |                    | -                  | -                  | FLT         | 2           | 0           | 3      | 0      |        |
| 2021-2022       | Norwich City    | PL              | 0          | 0          | FACup+CdL       | 0               | 0               |                    | -                  | -                  |             | -           | -           | 0      | 0      |        |
| 2022-2023       | Norwich City    | FLC             | 34         | 1          | FACup+CdL       | 1+2             | 0               |                    | -                  | -                  |             | -           | -           | 37     | 1      |        |
| 2023-2024       | Norwich City    | FLC             | 16         | 0          | FACup+CdL       | 2+3             | 0               |                    | -                  | -                  |             | -           | -           | 21     | 0      |        |
| Totale carriera | Totale carriera | Totale carriera | 51         | 1          |                 | 8               | 0               |                    | -                  | -                  |             | 3           | 0           | 62     | 1      |        |